# La Neige sur les pas (film, 1923)
Pour les articles homonymes, voir La Neige sur les pas.

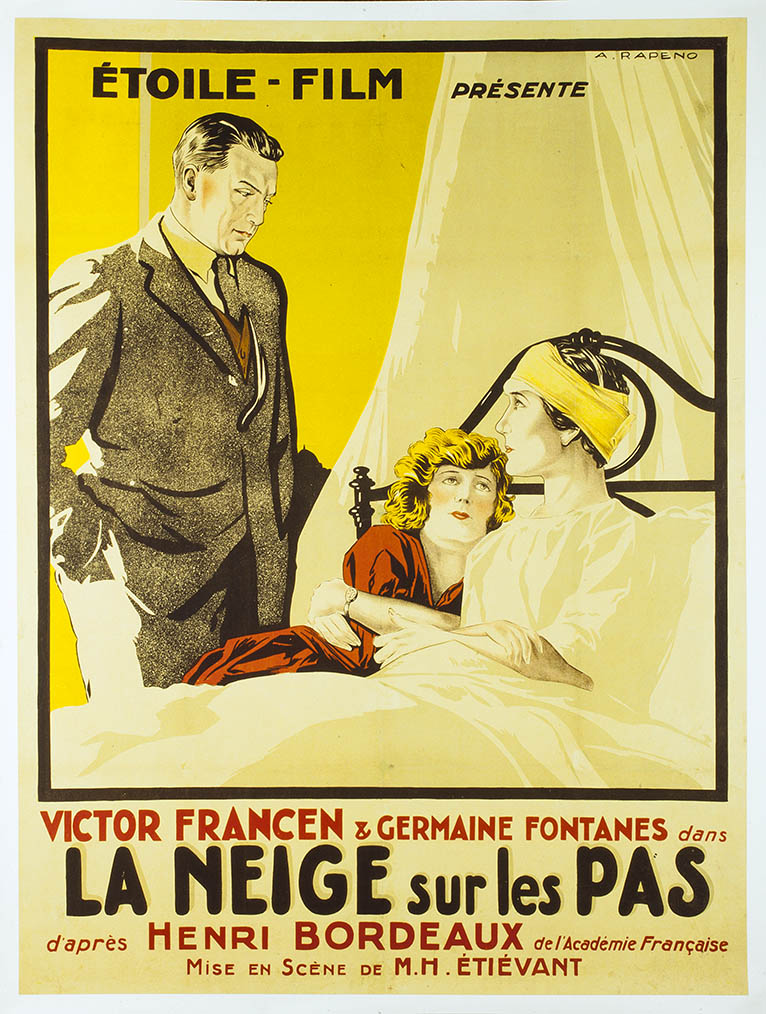
Affiche du film.

La Neige sur les pas est un film muet français réalisé par Henri Étiévant et sorti en 1923.

## Fiche technique
- Réalisation : Henri Étiévant
- Scénario : d'après le roman de Henry Bordeaux
- Société de production : Films A. Legrand
- Format : Noir et blanc - Muet - 1,33:1 - 35 mm
- Date de sortie : 
  - France : 2 mai 1924

## Distribution
- Germaine Fontanes : Thérèse
- Victor Francen : Marc Romenay
- Simone Guy : la petite Juliette
- Monsieur Borin : André Norans
- Marie-Ange Fériel : Madame Romenay
- Madame Caillard-Dubuisson : la gouvernante
- R. P. Sounier : le révérend père Cornaz
- Alfred Pellouchoud : Chanoine Pellouchoud